# Monte Starnina
Il Monte Starnina è un'altura dei Monti Volsini nel comune di Valentano in Provincia di Viterbo, posta in posizione panoramica sul lago di Bolsena.
È una delle vette più alte dei Monti Volsini.